# I’ll Be Seeing You
I’ll Be Seeing You ist ein Lied aus dem Jahr 1938 mit Musik von Sammy Fain und einem Text von Irving Kahal. Das Lied wurde mit zeitlicher Verzögerung im Zweiten Weltkrieg zu einem Hit und entwickelte sich zu einem Jazzstandard.

## Entstehung
Der Song handelt von einem aus unbekannten Gründen getrennten Liebespaar. Das Ich sieht dabei die geliebte Person durch alltägliche Dinge wieder vor sich, etwa durch das kleine Café an der Ecke, den Kastanienbaum oder den Mond. Sammy Fain und Irving Kahal schrieben den Song für das Broadway-Musical Right This Way, in dem Tamara Drasin das Lied sang. Das Stück schloss allerdings schon zehn Tage nach seiner Premiere im Januar 1938 und I’ll Be Seeing You verschwand zeitweise in der Versenkung. Irving Kahal erlebte den späteren Erfolg des Liedes nicht, da er bereits 1942 mit nur 38 Jahren an Urämie starb – er hatte es immer für das beste Lied gehalten, das er je geschrieben hatte.

## Spätere Rezeption
Durch den Zweiten Weltkrieg wurde das Lied wieder populär, zunächst durch Sängerinnen wie Hildegarde Sell, die damit in Nachtclubs auftraten. Seine Thematik passte zu den vielen Liebespaaren, die während des Krieges getrennt waren und in eine unsichere Zukunft blickten, und so wurde es zu einem der beliebtesten Liebessongs des Krieges. 1944 gab es gleich zwei Hitversionen: Eine von Bing Crosby (die für eine Woche Platz 1 der Charts belegte), und eine von Tommy Dorsey und seinem Orchester, in welcher Frank Sinatra sang. 1944 kam der Song im gleichnamigen Filmdrama von William Dieterle zum Einsatz.
Auch in der Nachkriegszeit konnte I’ll Be Seeing You seine Popularität halten und wird bis heute oft gecovert. Das Lied wurde oft mit Liberace assoziiert, der es als Eingangsmelodie seiner Fernsehshow verwendete. Ebenfalls ist es in zahlreichen Filmen zu hören: Yanks – Gestern waren wir noch Fremde (1977, in der Version von Anne Shelton), in Verbrechen und andere Kleinigkeiten (1989), in Misery (1990, Liberaces Version erklingt im Filmabspann), in Wie ein Licht in dunkler Nacht (1992), in Aviator (2004, gesungen von Martha Wainwright) und Wie ein einziger Tag (2004, die beliebten Versionen von Jimmy Durante und Billie Holiday sind beide zu hören). Queen Latifah sang den Song auf der Oscarverleihung 2009 im Gedenken an die Verstorbenen der Filmindustrie.